# Niegowić
Niegowić é uma aldeia do distrito da Comuna de Gdów, pertencente ao Condado de Wieliczka, Voivodia da Pequena Polónia, ao sul daPolônia. Localizado a cerca de 13 quilômetros (8 mi) à sudeste de Wieliczka e 25 km (16 mi) a sudeste da capital regional Kraków.
Niegowić é a localidade da nomeação de Karol Wojtyła, o futuro Papa João Paulo II, como pároco. Ele serviu de julho de 1948 a agosto de 1949 antes do então Arcebispo Adam Stefan Sapieha (que havia ordenado Wojtyla padre em 1946), designá-lo a trabalhar na Igreja de São Floriano em Cracóvia.